# Cabo Laure
Das Cabo Laure (spanisch) ist ein Kap am südöstlichen Ende der Anvers-Insel im Palmer-Archipel westlich der Antarktischen Halbinsel. Es liegt am Neumayer-Kanal.
Argentinische Wissenschaftler benannten es nach dem hochdekorierten argentinischen Marineoffizier Diego Laure (1851–1931).